# Tensor krzywizny Riemanna
Tensor krzywizny Riemanna lub tensor Riemanna-Christoffela – najpowszechniejsza forma wyrażania krzywizny rozmaitości riemannowskich. Łączy tensor z każdym punktem na rozmaitości Riemanna (pole tensorowe), mierzy stopień w jakim tensor metryczny nie jest lokalnie izometryczny do przestrzeni euklidesowej. Tensor krzywizny może być także zdefiniowany dla rozmaitości pseudoriemannowskiej lub każdej rozmaitości wyposażonej w połączenie afiniczne.
Stanowi główne narzędzie matematyczne w ogólnej teorii względności, nowoczesnych teoriach grawitacji, krzywizny czasoprzestrzeni. Tensor krzywizny reprezentuje siły pływowe, których doświadcza sztywne ciało poruszające się wzdłuż linii geodezyjnej czasoprzestrzeni w sensie sprecyzowanym przez równanie Jacobiego.
Tensor krzywizny otrzymujemy w terminologii połączenia Leviego-Civity {\displaystyle \nabla } przez formułę:
{\displaystyle R(u,v)w=\nabla _{u}\nabla _{v}w-\nabla _{v}\nabla _{u}w-\nabla _{[u,v]}w,}
gdzie {\displaystyle [u,v]} to nawias Liego pól wektorowych. Dla każdej pary wektorów stycznych {\displaystyle u,} {\displaystyle v,} istnieje liniowa transformacja {\displaystyle R(u,v)} przestrzeni stycznej rozmaitości. Jest liniowa w {\displaystyle u} i {\displaystyle v,} oraz definiuje tensor. Czasami tensor krzywizny jest zdefiniowany z przeciwnym znakiem.
Formułę powyższą można też wyrazić używając pojęcia drugiej pochodnej kowariantnej:
{\displaystyle \nabla _{u,v}^{2}w=\nabla _{u}\nabla _{v}w-\nabla _{\nabla _{u}v}w,}
która jest także liniowa w {\displaystyle u} i {\displaystyle v.} Wówczas:
{\displaystyle R(u,v)=\nabla _{u,v}^{2}-\nabla _{v,u}^{2}.}
Tensor krzywizny połączenia Levi-Civity mierzy więc nieprzemienność drugiej pochodnej kowariantnej. Jego nieznikanie stanowi przeszkodę dla istnienia izometrii z przestrzenią euklidesową (nazywaną w tym przypadku płaską).
Liniowa transformacja {\displaystyle w\mapsto R(u,v)w} jest również nazywana transformacją (lub endomorfizmem) krzywizny.